# Dennis Storhøi
Jahn Dennis Storhøi est un acteur norvégien né le 15 juillet 1960 à Fredrikstad (Norvège).

## Filmographie
- 1988 : Kamilla og tyven : Sebastian Kåk
- 1989 : Kamilla og tyven II : Sebastian Kåk
- 1991 : Buicken - store gutter gråter ikke : Skar
- 1992 : Dødelig kjemi (feuilleton télévisé) : Sten
- 1994 : Vestavind (feuilleton télévisé) : Wilhelm Ahlsen
- 1994 : Over stork og stein : Torfinn Kleber
- 1999 : Le 13e Guerrier (The 13th Warrior) : Herger the Joyous
- 1999 : Evas øye : Sool
- 2003 : Mia (série télévisée) : Roald
- 2003 : Kaptein Sabeltann : Langemann (voix)
- 2004 : Seks som oss (série télévisée) : Erik
- 2004 : Salto, salmiakk og kaffe : Erik
- 2005 : Ved kongens bord (feuilleton télévisé) : Arvid Gunnerud
- 2016 : Nobel (Nobel – fred for enhver pris) (série télévisée) de Per-Olav Sørensen : Jørund Ekeberg
- 2017 : L'Empereur (documentaire) de Luc Jacquet : narrateur de la version norvégienne
- 2022 : Troll de Roar Uthaug